# جريدة المشكاة (1912)
جريدة المشكاة- جريدة سياسية اجتماعية أدبية، صدرت في دمشق بسوريا عام 1912م، وكانت تصدر بشكل يومي، صاحب أمتيازها ومديرها
المسؤول هو "محمد توفيق عطار حسن" وهو من أصل مغربي تلقى علومه في القاهرة قبل الانتقال إلى دمشق ، أما رئيس تحريرها فهو" سليم عنجوري" الشاعر والمحامي والصحفي السوري، صدر العدد الأول منها في الأول من مارس عام 1912م، وكانت الجريدة في بداية الأمر تصدر- بشكل مؤقت- ثلاث مرات أسبوعيًا، وجاءت الجريدة في أربع صفحات من القطع المتوسط، واستمرت الجريدة حتي قيام الحرب العالمية الاولى عام 1914م، وتخللها فترات توقف وانقطاع لأسباب إدارية وذاتية، وجريدة المشكاة جريدة (شبه) رسمية، تم تمويلها من قبل الحكومة وبإمكانات جيدة؛ وذلك حتى تكون الصحيفة الموالية والمؤيدة ولسان حال السلطة في الرد علي الصحف الاصلاحية والمنتقدة، والتي كانت تعتبر معارضة في نظر السلطة. وقد أصدر صاحبها جريدة أخري بعد ثلاثة عشرة عام ، أي في 1925م ، والتي حملت اسم "المصارع" وهي جريدة أدبية فكاهية صدر العدد الأول منها في 10/06/1925

## وصلات خارجية
- قائمة جرائد دمشق (1865- 1965)